# Marko Tomićević
Marko Tomićević est un kayakiste serbe né le 19 avril 1990 à Bečej. Il a remporté avec Milenko Zorić la médaille d'argent en K2 1000 mètres aux Jeux olympiques d'été de 2016 à Rio de Janeiro.